# Die schöne Galathée (operette)
Die schöne Galathée is een operette van Franz von Suppè, gebaseerd op figuren uit de Griekse mythologie. Deze operette dat één bedrijf telt ging in première op 9 september 1865 in Wenen.

## Synopsis
Het verhaal speelt zich af in de Griekse oudheid. Op het eiland Cyprus leefde de jonge en succesvolle beeldhouwer Pygmalion. Het mooiste beeld dat hij gemaakt heeft, voorstellende Galathea, weigert hij te verkopen en verbergt hij. Kunstverzamelaar Midas weet het beeld toch te zien te krijgen door Ganymedes om te kopen, maar wordt door een woedende Pygmalion weggejaagd.
Pygmalion is zo verliefd op het beeld dat hij het jammer vindt dat Galathea niet leeft. Zijn assistent Ganymedes zegt dat alleen goden een beeld tot leven kunnen wekken. Pygmalion bidt daarom tot Venus en het beeld komt tot leven. In plaats van dankbaarheid of genegenheid te tonen vraagt ze te eten aan Pygmalion, die dat gaat halen.
Gedurende zijn afwezigheid wordt Galathea verliefd op Ganymedes. Hun geflirt wordt echter verstoord door Midas, die niet verwachtte Galathea levend te zien. Hij begint haar te verleiden met juwelen. Ze neemt ze graag aan, maar toont ook naar hem geen genegenheid. 
Pygmalion keert terug met het eten en hij eet met Galathea en Ganymedes, terwijl Midas zich verstopt heeft. Door de wijn wordt Galathea dronken en verklapt ze de schuilplaats van Midas. Pygmalion verjaagt hem opnieuw, en gaat achter hem aan. Galathea en Ganymedes zijn weer alleen en flirten verder. 
Een tijdje later keert Pygmalion terug, gevolgd door Midas, want die wil zijn juwelen terug.
Pygmalion heeft er schoon genoeg van en smeekt Venus om Galathea weer in steen te veranderen. Opnieuw wordt zijn gebed verhoord en in een klap staat Galathea weer versteend op de sokkel, de juwelen incluis. Pygmalion wil herhaling voorkomen en daarom het beeld vernietigen, maar Midas weet hem over te halen het beeld aan hem te verkopen.